# Microplitis bradleyi
Microplitis bradleyi är en stekelart som beskrevs av Muesebeck 1922. Microplitis bradleyi ingår i släktet Microplitis och familjen bracksteklar. Inga underarter finns listade i Catalogue of Life.